# Nusantara
Nusantara är Indonesiens huvudstad sedan 2024 då den ersatte Jakarta som landets regeringssäte.
I augusti 2024 flyttade Indonesiens president till Nusantara.

## Bakgrund
År 2019 tillkännagav presidenten Joko Widodo att den nya huvudstaden skulle förläggas till provinsen Kalimantan Timur på Borneo.
Den 16 januari 2022 avslöjades den nya huvudstadens namn.